# Писарской, Евгений Гаврилович
Евгений Гаврилович Писарской (Писарский) (декабрь 1918, Филенино — 23 октября 2013, Бишкек) — советский и киргизский архитектор, заслуженный архитектор Киргизской ССР. Лауреат Государственной премии Киргизской ССР в области науки и техники. Член Союза архитекторов СССР с 1943 года. Почётный гражданин Бишкека.

## Биография
Родился в декабре 1918 года в деревне Филенино, Романцевский сельсовет (Московская область).
В 1939 году окончил с отличием Московский архитектурный техникум. Однако, поступить в архитектурный институт не смог из-за того, что по комсомольскому набору его как молодого специалиста направили на стройку в район Владивостока.
Участник Великой Отечественной войны, награждён орденом Отечественной войны II степени и орденом Славы III степени.
Член КПСС с 1943 года. В 1945—1946 годах работал в архитектурных мастерских Москвы. Зимой 1946 года по направлению Совета министров СССР приехал во Фрунзе, в Киргоспроект.
С 1947 года до выхода на пенсию работал в Киргизской ССР. До 1985 года работал в ГПИ «Киргизгипрострой», где и выполнил свои наиболее значимые работы. Его первой авторской разработкой стал Институт туберкулёза. Одной из первых работ Писарского в послевоенный период стал генеральный план города Токмака. В 1949 году он создал архитектурный проект колхозного поселения имени М. И. Калинина, где впервые предложил планомерную застройку и перепланировку села. С того времени данных подход к сельской застройке стал часто применяться на практике в Киргизии. Также одной из знаковых работ Писарского в 40-е было здание политехникума на Советской площади города Фрунзе.
Под руководством Писарского были разработаны несколько серий типовых проектов жилых зданий для постройки в III климатическом районе Киргизии: серии «98», «105», «106», «175». Создание этих серий дало возможность значительно изменить внешний вид ряда больших городов Киргизии.
Одним из наиболее значимых зданий, построенных по проекту Писарского, является гостиница «Кыргызстан». Здание состоит из двух блоков — главного восьмиэтажного корпуса с номерами и второго двухэтажного, в котором расположены кафе, ресторан, вестибюль. Особое внимание было уделено художественному оформлению интерьеров гостиницы, вестибюлей, кафе и ресторана.
С 1985 года Писарской работал в филиале проектного института «Центросоюз», Фрунзе. Продолжительное время работал главным архитектором мастерской — главным архитектором проектов в мастерской типового проектирования.
С 1979 по 1984 год — депутат Верховного Совета Киргизской ССР X созыва.
Скончался утром 23 октября 2013 года в Бишкеке, 25 октября его похоронили на Юго-Западном кладбище.

## Работы

### Постройки
- 1949 — Научно-исследовательский институт туберкулеза в городе Фрунзе;
- 1954 — Политехникум в городе Фрунзе;
- 1955 — Дворец культуры в городе Кош-Тегирмене; Жилая застройка в городе Кош-Тегирмене (в составе коллектива);
- 1957 — Торговый техникум в городе Фрунзе;
- 1962 — Машиностроительный техникум в городе Фрунзе;
- 1963 — Медицинский институт в городе Фрунзе;
- 1964 — Физкультурный институт в городе Фрунзе;
- 1965 — Реконструкция правительственной площади, надстройка, пристройка и реконструкция Дома правительства;
- 1971 — Гостиница «Кыргызстан» в городе Фрунзе;
- 1973 — 208-квартирный жилой дом с магазинами на пересечении улиц Белинского и Ленинского проспекта в городе Фрунзе;
- 1975 — Павильон «Транспорт и связь» на ВДНХ Киргизской ССР (в составе коллектива);
- 1975—1985 — Жилые дома серий «98», «105», «106», «175» (в составе коллектива);
- 1985 — Спальный корпус «Голубой Иссык-Куль» в городе Чолпон-Ате.

### Проекты
- 1949 — Генеральный план парка «Каргачевая роща»;
- 1954 — Проект застройки города Кош-Тегирмена (в составе коллектива);
- 1957 — Генеральный план райцентра Кара-Балты;
- 1958 — Генеральный план райцентра Беловодское;
- 1962 — Генеральный план п. г. т. Быстровки;
- 1964 — Проект стадиона с трибунами на 50 тыс. зрителей в городе Фрунзе (в составе коллектива);
- 1965 — Проект детальной планировки центра города Фрунзе (улицы Правды, Тоголока Молдо, Киевской, Фрунзе);
- 1966 — Проект гостиницы «Интурист» на 400 мест в городе Фрунзе.

### Конкурсные работы
- 1947 — Республиканский конкурс. Серия жилых домов для индивидуального строительства (II премия);
- 1950 — Среднеазиатский конкурс. Колхозный клуб с залом на 300 мест (I премия); Республиканский конкурс. Застройка и планировка Советской площади (в составе коллектива, II премия);
- 1957 — Заказной всесоюзный конкурс. Проект застройки центра города Фрунзе (в составе коллектива, II премия);
- 1972 — Заказной всесоюзный конкурс. Памятник «Борцам революции» в городе Фрунзе (в составе коллектива, I премия);
- 1977 — Всесоюзный конкурс. Молодежное общежитие (II премия);
- 1984 — Республиканский конкурс. Серия типовых 9-этажных крупнопанельных жилых домов с двумя внутренними продольными стенами (в составе коллектива, I премия).